# 大宜味村立大宜味中学校
大宜味村立大宜味中学校（おおぎみそんりつおおぎみちゅうがっこう）は、沖縄県国頭郡大宜味村にある公立（村立）中学校。大宜味小学校と併設されている。

## 沿革
- 昭和55年4月1日創立